# Chamguava gentlei
Chamguava gentlei är en myrtenväxtart som först beskrevs av Cyrus Longworth Lundell, och fick sitt nu gällande namn av Leslie Roger Landrum. Chamguava gentlei ingår i släktet Chamguava och familjen myrtenväxter.

## Underarter
Arten delas in i följande underarter:
- C. g. apodantha
- C. g. gentlei